# Kaoru
Kaoru ist ein japanischer Vorname, der sowohl von Männern als auch von Frauen getragen werden kann.

## Bedeutung und Schreibweise
Die häufigste Bedeutung des Namens ist „Duft“, dargestellt mit den Kanji: 薫, 郁, 芳, 馨 und 香.
Daneben existieren auch noch die bedeutungslose Schreibweise かおる sowie die klassischen Schreibweisen かほる und かをる, welche mit Kahoru und Kaworu angegeben werden können.
Ein in seiner Bedeutung und Aussprache ähnlicher, allerdings ausschließlich weiblicher Name ist Kaori.

## Bekannte Namensträger

### Vorname
- Kaoru (* 1974), japanischer Gitarrist
- Ikeya Kaoru (* 1943), japanischer Amateurastronom
- Ishikawa Kaoru (1915–1989), japanischer Chemiker
- Maruyama Kaoru (1899–1974), japanischer Schriftsteller
- Wada Kaoru (* 1962), japanischer Komponist

### Fiktive Personen
- Futami Kaoru aus dem Roman The Ring III – Loop
- Hitachiin Kaoru aus dem Anime Ouran High School Host Club
- Nagisa Kaworu aus dem Anime Neon Genesis Evangelion
- Kajiwara Kaoru aus dem Anime Rock’n Roll Kids